# Катастрофа Ту-104 под Хабаровском
Катастрофа Ту-104 под Хабаровском — крупная авиационная катастрофа, произошедшая в пятницу 15 августа 1958 года в Хабаровском крае. Авиалайнер Ту-104А авиакомпании «Аэрофлот» выполнял пассажирский рейс SU-004, по маршруту Хабаровск — Иркутск — Москва, но через 33 минуты после вылета из Хабаровского аэропорта самолёт вошёл в штопор, и через 2 минуты нахождения в таком состоянии рухнул в тайгу и полностью разрушился. Погибли все 64 человека на борту — 54 пассажира и 10 членов экипажа.
Это первая катастрофа самолёта Ту-104 и второе происшествие с Ту-104 (после аварии под Саваслейкой).

## Самолёт
Ту-104А с заводским номером 7350303 и серийным 03-03 был выпущен Харьковским авиационным заводом 28 ноября 1957 года. Лайнер продали Главному управлению гражданского воздушного флота, которое присвоило ему регистрационный номер СССР-Л5442 (CCCP-L5442) и 2 декабря направило в 200-й авиаотряд (Внуково). Его два турбореактивных двигателя были модели АМ-3М и имели заводские номера 731069 и 812106.Пассажировместимость салона составляла 70 мест. Общая наработка самолёта на день катастрофы составляла 1041 лётный час и 401 цикл (посадку) при «возрасте» 9,5 месяцев.

## Экипаж
Экипаж из 200-го авиаотряда имел следующий состав:
- Командир (КВС) — Барабанов Павел Фёдорович
- Второй пилот — Бдоян Александр Вениаминович
- Штурман — Лазорко Макар Макарович
- Штурман-стажёр — Дриго Виктор Георгиевич
- Бортмеханик — Масленников Глеб Александрович
- Бортмеханик-стажёр — Мартынов Василий Ефимович
- Бортпроводники:
  - Ефимов Владимир Иванович
  - Карначева Евгения Фёдоровна
  - Щепинова Тамара Фёдоровна

## Катастрофа
Ту-104А борт СССР-Л5442 выполнял пассажирский SU-004 по маршруту Хабаровск — Иркутск — Москва. Согласно полученному экипажем прогнозу погоды, на маршруте Хабаровск—Иркутск ожидалась облачность 7—10 баллов, кучево-дождевая и слоисто-дождевая высотой 300—600 м от уровня аэродрома Хабаровск, и средняя, верхняя. На участке Биробиджан—Магдагачи при этом ожидались фронтальные грозы с дождём. Видимость 4—10 км, в дожде 2—4 км. В конце маршрута облачность 3—7 баллов, верхняя. Задержавшись с вылетом на 3 часа 35 минут, в 21:45 с 10 членами экипажа и 54 пассажирами на борту рейс 04 вылетел из Хабаровска, а в 21:50 экипаж получил указание занимать эшелон 9000 метров.
В 150 километрах от Хабаровска по маршруту полёта оказалась мощная кучевая облачность, а у экипажа не хватало высоты для её обхода. Руководителем полётов (РП) в тот момент был Арженков, который разрешил рейсу 04 выполнить виражи для набора высоты. Тогда экипаж выполнил сперва правый, а затем левый виражи с набором высоты. В 22:00 в аэропорту произошла пересменка и Арженкова сменил Матюшанский. Доложив о наборе высоты 8600 метров, экипаж запросил увеличения высоты для обхода мощных кучевых облаков. Получив согласие от ВВС, Матюшанский разрешил занимать эшелон 11 000 метров с выходом на Архару без захода в облачность, а после её прохождения снижаться до 9000. Однако и на высоте 11 тысяч метров самолёт всё ещё находился в облаках, поэтому с рейса 04 запросили у РП дальнейших указаний. Тот, после получения согласия от ВВС, дал рейсу 04 разрешение занимать эшелон 12 000 метров. В 22:12 с самолёта передали: 11 600, в облаках, звёзды просматриваются.
В 22:14 КВС Барабанов доложил занятие эшелона 12 000 метров. Также экипаж сообщил, что впереди видит мощную кучевую облачность и попытается её обойти, а если не выйдет, то вернётся в Хабаровск. Когда в 22:18 диспетчер вызвал рейс 04, то возбуждённым голосом ответили: Минутку, минутку. В этот момент, наиболее вероятно, экипаж столкнулся с серьёзными проблемами. На запрос диспетчера в 22:19 ответ был таким же, после чего связь прервалась. На повторные вызовы рейс 04 уже не отвечал. В 22:20—22:25 под углом 60° и с небольшим правым креном авиалайнер врезался в густой лес и взорвался, при этом полностью разрушившись. Катастрофа произошла в 215 километрах северо-западнее Хабаровского аэропорта в точке 49°48′ с. ш. 132°57′ в. д., а общий разброс обломков составил 450 метров по направлению полёта. Все 64 человека на борту погибли. В истории самолётов Ту-104 это было второе происшествие, после аварии под Саваслейкой, и первая катастрофа.

## Расследование
В 150—200 километрах севернее трассы проводились полёты бомбардировщиков Ту-16, экипажи которых рассказали, что на высотах 11—12 километров в верхних слоях облачности наблюдались болтанка и мощные вертикальные воздушные потоки. К тому же полётный вес Ту-104 в этом рейсе составлял 66 тонн, что при номинальном режиме работы двигателей ограничивало максимальную высоту полёта до 11 700 метров. Высоты 12 000 метров можно было достичь лишь при максимальной мощности двигателей. Фактически в районе Биробиджан—Архара—Магдагачи оказались сложные погодные условия, которые не ожидались в прогнозе: сильные восходящие потоки и мощные кучево-дождевые облака на высоте свыше 12 километров. Когда авиалайнер оказался выше практического потолка номинального режима для текущего полётного веса, то относительно небольшого вертикального воздушного потока было достаточно для вывода на критический угол атаки, приведшего к потере поступательной скорости, а затем сваливанию. По изучению обломков было определено, что в момент столкновения с землёй шасси были выпущены, а двигатели не работали. Есть вероятность, что выпадение шасси произошло в момент подхвата самолёта восходящим потоком, тем самым ускорив падение поступательной скорости, а затем в момент срыва остановились двигатели, что только затрудняло вывод машины в нормальный режим полёта. Помимо этого, из-за крутого снижения могли зашкалить авиагоризонты, что в ночных условиях привело к потере экипажем ориентации в пространстве.

## Причины
Причиной катастрофы следственная комиссия назвала потерю управляемости самолётом из-за сильной болтанки при выходе на высоту 12 километров с полётным весом, превышающим практический потолок, в результате чего произошло падение скорости и срыв самолёта. Остановка двигателей и выпадение основных стоек шасси в это время добавило проблем экипажу в попытках восстановить нормальный режим полёта. После того, как самолёт перешёл в падение, зашкалило авиагоризонты, из-за чего, находясь ночью в облаках, экипаж потерял пространственную ориентировку, а потому не мог восстановить нормальный режим полёта. В результате авиалайнер продолжал падать, пока в итоге не врезался в землю.
По изучению аналогичных происшествий, произошедших в 1958 году с Ту-104 с бортовыми номерами 42359, Л5443, а также чехословацкой ČSA, было отмечено, что во время полётов Ту-104 на крейсерских высотах в определённых условиях возмущений атмосферы, причём как вблизи грозовых облаков, так и в ясную погоду, самолёт может потерять продольную устойчивость. Это вызвано тем, что несмотря на попытки экипажа сохранить нормальный режим полёта, воздушные потоки выводят машину в режим срыва. При этом также могут выпадать шасси, останавливаться двигатели и временно выходить из строя авиагоризонты. На тот момент эти опасные явления ещё не были изучены.
Сопутствующими причинами, по мнению комиссии, послужили:
1. Диспетчеры Арженков, Матюшанский и КВС Барабанов перед вылетом не провели тщательный анализ метеообстановки, а уже когда в самом начале пути ещё в зоне АДС экипаж столкнулся со сложными метеоусловиями, то продолжил полёт, чем нарушил РЛЭ Ту-104 и инструкции по руководству движением самолётов.
2. Ссылаясь на якобы договорённость с диспетчером Матюшанским, согласно которой вылет должен был быть в 22:00, экипаж оттягивал время выезда из профилактория. В профилактории в Иркутске у экипажа перед выполнением рейса в Хабаровск уже был нормальный отдых. С учётом продолжительности рабочего времени, экипаж вообще не должен был направляться в хабаровский профилакторий. Из-за такого затягивания времени рейс 04 вылетел из Хабаровска не в 18:10, а в 21:45, то есть на 3 часа 35 минут позже, когда уже стемнело, а погодные условия значительно ухудшились.
3. Перед вылетом штурман провёл подготовку лишь формально.
4. В прогнозе погоды не была указана высота верхней кромки облаков.
5. Отсутствовали чёткие указания о предельной высоте для самолётов Ту-104, при этом не учитывался полётный вес.
6. Не было указаний по действиям лётчиков в случае непроизвольного сваливания.

Виновниками катастрофы, по мнению комиссии, являлись:
- диспетчеры Арженков и Матюшанский — не оценили серьёзность создавшегося положения, вместо этого продолжая пассивно руководить полётом и не принимая мер по возврату самолёта, несмотря на неправильные действия экипажа.
- командир экипажа Барабанов — значительно затянул с временем вылета, не провёл серьёзного анализа ситуации с погодой, а когда после вылета столкнулся со сложными и опасными метеоусловиями, то принял решение пробиваться через эту зону.